# Milan Matos
Milan Matos, slovenski založnik, * 11. april 1945, † 25.december 2020
Bil je direktor Sveta knjige in Mladinske knjige.
Na državnozborskih volitvah leta 2011 je kandidiral na listi NSi.

## Odlikovanja in nagrade
Leta 1999 je prejel častni znak svobode Republike Slovenije z naslednjo utemeljitvijo: »za zasluge pri razvoju slovenskega založništva ob petindvajsetletnici delovanja knjižnega kluba Svet knjige«.